# Мінісупутник

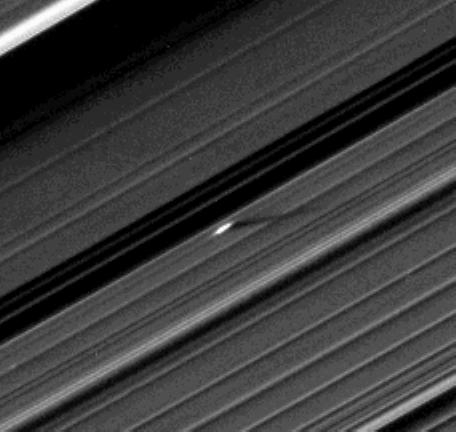
400-метровий мінісупутник Ергарт у кільці А Сатурна, неподалік від щілини Енке

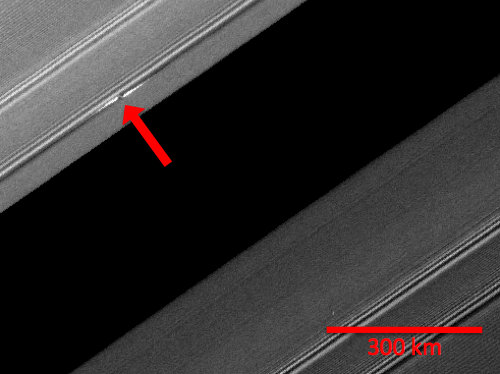
Ще одне зображення Ергарта

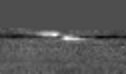
Мінісупутник Блеріо

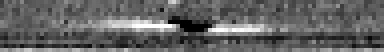
Мінісупутник Сантос-Дюмон

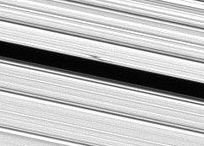
Мінісупутник у Сатурновому кільці А

Мінісупутник (мінімісяць, малий супутник, малий місяць) — це особливо малий природний супутник, який обертається навколо планети, карликової планети або малої планети.
До 1995 року мінісупутники були лише гіпотетичними компонентами структури кільця F системи кілець Сатурна. Але в тому році Земля пройшла через площину кільця Сатурна, завдяки чому космічному телескопу «Габбл» і Європейській південній обсерваторії вдалося зафіксували об'єкти, які обертаються навколо Сатурна поблизу кільця F.
Як повідомили представники НАСА, уламки розміром близько 100 м обертаються безпосередньо в кільцях Сатурна. За оцінками фахівців, кількість таких супутників усередині кілець — близько 10 млн.
У 2004 році космічний зонд «Кассіні» місії «Кассіні — Гюйгенс» зафіксував невеликий об'єкт діаметром 4—5 км на зовнішньому краї кільця F, а пізніше, через 5 годин, — на внутрішньому його краї, показавши, що об'єкт обертався на орбіті.
У серпні 2024 року поблизу Землі відкрито астероїд 2024 PT5, що підтверджує той факт, що й наша планета іноді захоплює невеликі астероїди своєю гравітацією. Згідно з розрахунками, опублікованими в науковому журналі Research Notes of the AAS, астероїд 2024 PT5, який має діаметр близько 10 м, стане тимчасовим мінісупутником Землі. Він здійснить один повний оберт навколо нашої планети за 53 дні, починаючи з 29 вересня по 25 листопада, після чого покине навколоземний простір. Раніше, у 2006 році, один з астероїдів вже перебував на орбіті Землі близько одного року, а інший подібний об'єкт залишався мінісупутником декілька років, а саме — до 2020 року. За прогнозами вчених, астероїд 2024 PT5 повернеться на орбіту Землі в січні 2025 року, потім знову віддалиться і повернеться тільки у 2055 році.

## Типи малих супутників
Мінісупутниками називають три різні типи малих супутників:
- Пояс об'єктів, вбудованих у кільце навколо планети, зокрема навколо Сатурна, як-от ті, що обертаються в кільці A, мінісупутник S/2009 S 1 у кільці B (мінісупутники-«пропелери»)[7][8], і ті, що обертаються в кільці F[9].
- Іноді мінісупутниками називають супутники астероїдів, як-от 87 Сільвія[10].
- Спалахи, помічені поблизу супутника Юпітера Амальтея, які, ймовірно, є уламками, викинутими з його поверхні.
- Супутники супутників[11].